# Eritreja na Olimpijskim igrama 2016.
Eritreja je nastupila na Ljetnim olimpijskim igrama u Brazilu 2016. godine.

## Atletika
Sljedeći eritrejski atletičari su se natjecali na OI 2016.:
Muškarci:
- 5000 metara:
  - Abrar Osman Adem
  - Hiskel Tewelde
  - Aron Kifle
- 10000 metara:
  - Goitom Kifle
  - Zersenay Tadese
  - Nguse Tesfaldet
- 3000 metara s preponama
  - Yemane Haileselassie
- Maraton
  - Tewelde Estifanos
  - Ghirmay Ghebreslassie
  - Amanuel Mesel

Žene:
- Maraton
  - Nebiat Habtemariam